# 富士急電車まつり
富士急電車まつり（ふじきゅうでんしゃまつり）は、2006年から2019年までの毎年秋に開催されていた、富士急行主催の鉄道イベントである。

## 概要
富士急行の創立80周年を記念して2006年10月22日に初開催され、毎年10月下旬 - 11月下旬のいずれかの土曜日に河口湖駅・富士山駅または併設の電車修理工場・下吉田駅の3会場で開催された。イベント名は「富士急電車まつり（開催年）」となっていた。
「親子で楽しく鉄道を体験する」イベントとして車掌業務体験や電車修理工場見学など、体験型の内容を中心として開催された。また、山梨県及び周辺市町村などからなる「富士急行線沿線活性化促進協議会」の協力のもと開催されていた。
最終開催は2019年10月19日であり、富士急行線が富士山麓電気鉄道に移管されてからの開催実績はない。

## 歴史

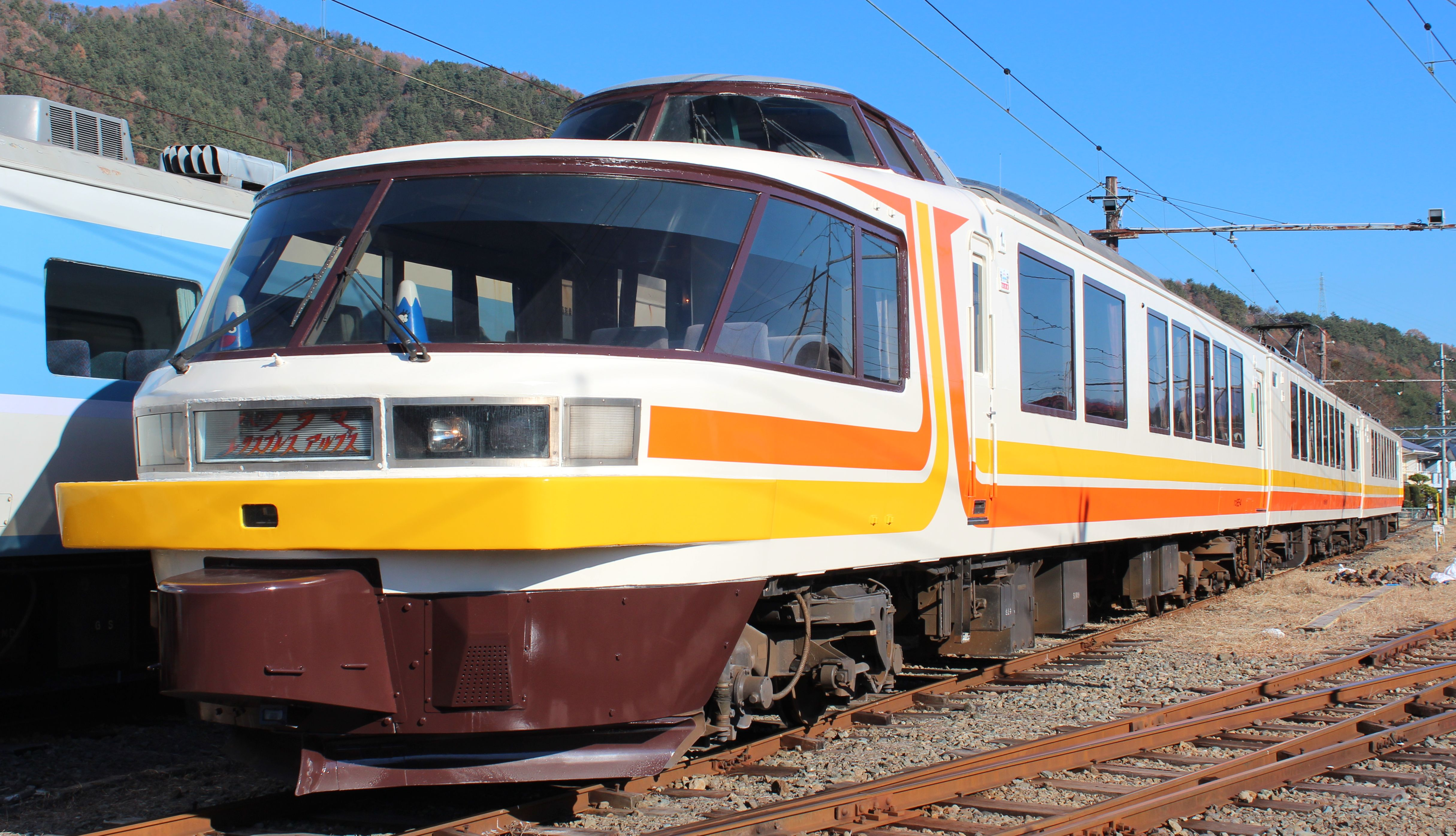
2002号編成 富士急電車まつり2013にて

富士急電車まつり2006
富士急行創立80周年を記念して2006年10月22日に開催された。河口湖駅でトミーテックによる「鉄道むすめ」シリーズ、「鉄道コレクション」シリーズなどが販売された。
富士急電車まつり2007
富士急電車まつり2008
2008年10月19日に開催された。車両撮影会の他、運転台・車掌業務、保線用車両乗車などの各種体験イベントが催された。
富士急電車まつり2009
2009年10月25日に開催された。富士急行線開業80周年記念イベントとして、鉄道音楽ユニット「SUPER_BELL"Z」の野外ライブを開催したほか、富士登山電車を使用した事前予約制の貸し切り列車「スーパーベルズ号」を運転、富士吉田駅（現・富士山駅）では子供向け駅員体験コーナーが置かれた。そのほか保線用車両乗車や参加記念証への日付印字（ダッチング）などの各種体験イベント、富士吉田駅併設の電車修理工場と運転士による点検作業の見学イベントが行われた。また、河口湖駅 - 富士吉田駅間において5000形電車（トーマスランド号）を使用した臨時列車が運転された。
富士急電車まつり2010
2010年10月24日に開催された。前年までに開催されていた体験・見学イベントや撮影会、グッズ販売が行われた。電車修理工場見学イベントでは前年同様見学ツアーが催行され、入場中であった2000系電車のジャッキアップの実演が行われた。また当日は会場へのアクセスのため、1000系電車を使用した臨時特急「富士急電車まつり号」が運転された。
富士急電車まつり2011
2011年10月30日に開催された。各種体験イベントや撮影会などが例年通り開催された。また、富士吉田駅が富士山駅に改名したことを記念して、同駅において旧駅名の表記があるものを初めとした放出品のオークションが開催された。また、同駅で2012年登場予定だった6000系電車の展示が行われた。
富士急電車まつり2012
2012年11月18日に開催された。毎年開催される内容に加えて同年に登場した6000系電車の運転台見学が行われたほか、下吉田駅において「下吉田ブルートレインテラス」の展示車両である14系客車の体験乗車が行われた。
富士急電車まつり2013
2013年11月30日に開催された。毎年開催される内容に加えて、翌2014年に引退することが決まった2000系2002号編成が富士急行譲渡前の「パノラマエクスプレスアルプス」当時の塗装に復元され、本イベントにて登場した。また、新規イベントとして電車との綱引きや列車ダイヤの作成体験が行われた。
富士急電車まつり2014
2014年11月9日に開催され、「鉄道のおしごとやってみよう！」のテーマが設定された。毎年開催される内容に加えて、タレントの豊岡真澄を招いたトークショーや、同年に登場した8000系電車及びJR東日本E259系電車を加えた撮影会を実施した。
富士急電車まつり2015
2015年11月8日に開催された。前年までの河口湖駅に代わり下吉田駅がメイン会場とされ、沿線の飲食店などによるブースが設置された。基本的なイベント内容は以前と変わっていない。
富士急電車まつり2016
2016年11月12日に開催された。毎年開催されている内容に加えて、下吉田駅で同年2月に引退した2000系電車の展示が開始され、通常非公開の運転台・車内の見学イベントが行われた。また、富士急行創立90周年記念のパネル展示も行われた。
富士急電車まつり2017
2017年11月18日に開催された。毎年開催されている内容に加えて、5000形電車を使用した車掌体験が実施された。
富士急電車まつり2018
2018年11月3日に開催された。この年は富士吉田商工会議所青年部主催の「下吉田 Autumn Festa 2018」と同時開催された。
富士急電車まつり2019
2019年10月19日に開催された。イベント内容は前年までと大きな変更はない。

### プレスリリース
- 『開業80周年記念！鉄道音楽ユニット「スーパーベルズ」もやってくる！10/25（日）「富士急電車まつり2009」を開催します！』（PDF）（プレスリリース）富士急行株式会社、2009年10月。2024年12月30日閲覧。
- 『鉄道のお仕事を体験しよう！全17種類の鉄道イベントが大集合！11/30（土）「富士急電車まつり2013」開催!!』（プレスリリース）富士急行株式会社、2013年11月27日。2024年12月30日閲覧。
- 『今年も3会場で開催！体験イベント盛りだくさん！「富士急電車まつり2014」を開催します』（PDF）（プレスリリース）富士急行株式会社、2014年11月5日。2024年12月30日閲覧。
- 『今年は下吉田駅がメイン会場!? ファミリーで楽しめる！「富士急電車まつり2015」を開催します』（PDF）（プレスリリース）富士急行株式会社、2015年10月23日。2024年12月30日閲覧。
- 『フジサン特急の運転席に乗れる特別プログラム実施 「富士急電車まつり2016」11月12日開催』（PDF）（プレスリリース）富士急行株式会社、2016年10月3日。2024年12月30日閲覧。
- 『トーマスランド号で車掌お仕事体験プログラム実施 富士急電車まつり2017 2017年11月18日（土）開催』（PDF）（プレスリリース）富士急行株式会社、2017年11月10日。2024年12月30日閲覧。
- 『トーマスランド号で車掌お仕事体験 富士急電車まつり2018 2018年11月3日（土）開催』（PDF）（プレスリリース）富士急行株式会社、2018年10月10日。2024年12月30日閲覧。
- 『家族で秋の思い出を作ろう！富士急電車まつり2019 2019年10月19日（土）開催』（PDF）（プレスリリース）富士急行株式会社、2019年10月3日。2024年12月30日閲覧。

### ニュース
- 「トミーテック、富士急行80周年イベントで『鉄道むすめ』など限定品を発売」『ねとらぼ』（ITmedia）2006年10月13日。2024年12月30日閲覧。
- 「『富士急電車まつり2008』開催」『railf.jp 鉄道イベント』（交友社）2008年9月6日。2024年12月30日閲覧。
- 「『富士急電車まつり2010』開催」『railf.jp 鉄道イベント』（交友社）2010年10月7日。2024年12月30日閲覧。
- 「【富士急行】『富士急電車まつり2010』開催」『鉄道ホビダス』（ネコ・パブリッシング）2010年10月25日。2025年1月18日閲覧。
- 「『富士急電車まつり2011』開催」『railf.jp 鉄道イベント』（交友社）2011年10月12日。2024年12月30日閲覧。
- 笠井 透「『富士急電車まつり2011』開催」『railf.jp 鉄道ニュース』（交友社）2011年10月31日。2025年1月18日閲覧。
- 「富士急行 富士急電車まつり2012」『鉄道コム』（朝日インタラクティブ）2011年10月29日。2024年12月30日閲覧。
- 古宇田 巧「『富士急電車まつり2012』開催」『railf.jp 鉄道ニュース』（交友社）2012年11月18日。2025年1月18日閲覧。